# 11349 Witten
A 11349 Witten (ideiglenes jelöléssel 1997 JH16) a Naprendszer kisbolygóövében található aszteroida. Eric Walter Elst fedezte fel 1997. május 3-án.
Nevét Edward Witten (1951) amerikai matematikus, fizikus után kapta.